# 新田八朗
新田 八朗（にった はちろう、1958年〈昭和33年〉8月27日 - ）は、日本の政治家、実業家。富山県知事（公選第21・22代）。無所属。
日本海ガス代表取締役社長、日本海ガス絆ホールディングス代表取締役社長、富山経済同友会代表幹事、富山青年会議所理事長、国際青年会議所副会頭、日本青年会議所会頭を歴任した。

## 経歴
富山県富山市生まれ。祖父は元富山県知事である高辻武邦。父は元日本海ガス社長の新田嗣治朗。女性初の北海道知事を務めた高橋はるみ参議院議員は姉。米州開発銀行理事等を務めた高橋毅は義兄。
富山大学教育学部附属小学校、富山大学教育学部附属中学校、富山県立富山高等学校を経て、1981年一橋大学経済学部卒業、第一勧業銀行（現みずほ銀行）入行。一橋大学ではマクロ経済学専門の荒憲治郎教授のゼミナールに所属していた。麦野英順北陸銀行会長は中学・大学の2年先輩、齊藤栄吉富山銀行頭取は大学の3年先輩。1983年、父が病に倒れたため富山に帰郷し日本海ガス入社。同年から2年間愛知県豊橋市の中部ガスで父の知人だった神野信郎社長の下修行を積んだ。
1985年日本海ガス取締役。富山青年会議所理事長、国際青年会議所副会頭、第47代日本青年会議所会頭を歴任した。2000年日本海ガスの代表取締役社長に就任。2002年富山銀行監査役。2003年サプラ代表取締役会長。2010年森雅志富山市長(当時)後援会「雅友会」会長。2013年太閤山観光代表取締役社長。2016年、国際石油開発帝石富山ラインからのガス受け入れを開始。2017年富山経済同友会代表幹事に就任。2018年日本海ガス絆ホールディングス設立、同代表取締役社長。
この間、第67代富山ロータリークラブ会長、富山サンダーバーズ後援会会長、富山日豪ニュージーランド協会会長、富山県奉迎委員会会長、富山パイロットクラブ会長、広貫堂取締役、富山県善意銀行副理事長、富山大学附属中学校同窓会長、富山県防災会議地震対策部会委員、インテックホールディングス取締役、富山市民プラザ取締役、北陸経済連合会理事、富山インド協会理事、とやま起業未来塾起業アドバイザー、日本ガス協会理事、富山県経営者協会幹事等も歴任。
2019年12月、翌年秋の富山県知事選挙に立候補する意向を表明。自民党富山県連からの推薦を目指したが、五選を目指して出馬を表明した現職の石井隆一に選考で敗れる。県連から出馬自粛を要請されるが、無所属での出馬を決意。当時富山市長の森雅志、富山県議の中川忠昭らの応援をバックに、2020年10月25日の投開票の結果、石井に6万票以上の大差で、また新人でNGO代表の川渕映子を破り初当選した。
公選による富山県知事としては、吉田実以来２人目となる帝国大学時代を含む東京大学卒業者以外の知事であり、行政・政治経験がない初の知事でもある。
選挙では、富山県で初めて選挙コンサルタント（松田馨）を採用し、容姿の改善を図るとともに前職の高齢多選を批判、「ワクワクする県政」をキャッチフレーズにイメージ戦略を用いた。具体的には大会場でのロックコンサート風の集会、「新田」と大きく書いた厚紙の小型の「チラシ」を通行人に見せる、投票日直前に新聞に折り込みチラシを入れるなど公職選挙法の限界を極める戦法を使った。
2024年3月22日、再選を目指し富山県知事選挙への立候補を表明。10月27日の選挙で2回目の当選を果たした。

## 姿勢

### 統一教会との関係
2022年8月、一昨年の富山県知事選挙において、世界平和統一家庭連合（旧統一教会）から組織的な選挙支援を受けていたことを明らかにした。地元テレビの報道によると統一教会が集めためた支援者名簿は6万人分（ちょうど次点の候補者の得票数との差と一致）であった。
新田によると、2020年6月、旧統一教会の関連団体「世界平和連合富山県本部」の事務局長である鴨野守（旧統一教会の元広報局長）から支援の申し出を受け、同年8月、当時の会長だった徳野英治と富山市内の後援会事務所で面談し、立候補の決意や政策について説明した。選挙においては、「世界平和連合富山県本部」から後援会入会者の紹介や、支持を呼びかける「電話作戦」で支援を受けたほか、友好団体の集会で演説をする機会を3回提供されていた。当選後の2021年7月には、旧統一教会の関連団体が主催する自転車イベント「ピースロード」に公務として出席し、開会式で挨拶をしていた。
新田は、旧統一教会から選挙支援を受けたのは適切ではなかったとし、付き合い方を考え直すと述べたが、関係を断つとは明言しなかった。また、自身と旧統一教会との関わりについて、チューリップテレビが「偏った報道」をしているとして、同社の報道姿勢に対して不快感を示したが、どの報道部分が偏っていたかは具体的に言及しなかった。
2022年9月6日、全国霊感商法対策弁護士連絡会は新田のこうした態度や、教団の選挙支援について「ありがたいことだった」と述べたことを批判し、旧統一教会と関係を持たないよう求める申入書を提出した。同年9月12日、新田は県議会の代表質問で、旧統一教会はコンプライアンス上の問題がある団体だと認めた上で、今後は関連団体を含めて関係を持たないと述べた。しかし、弁護士連絡会による申入書に対しては、「未来永劫お付き合いをしないと宣言することは、政教分離原則の観点から問題がある」と回答し、従来の主張を繰り返すに留めた。

### 県民に自粛要請中の会食
2021年4月19日の記者会見で、4月16日夜に森雅志富山市長（当時）や実姉の高橋はるみ参議院議員ら最多6人で飲酒を伴う会食をしていたことを認めた。4月14日に新田が県独自の新型コロナウイルス感染拡大警報「富山アラート」を発令し、5人以上での飲食を自粛するよう県民に求めた2日後のことだった。記者の質問に対して事実を認め、「軽率な行動だったと反省している」と述べた。

## 県政
- 既存の支援制度「地域企業再起支援事業補助金」を廃止し、ほぼ同じ内容の「中小企業リバイバル補助金」を新たに開設。
- 選挙の公約に挙げていた起業の支援については，既存の起業支援制度「とやま起業未来塾」（修了生 250人が創業や新規事業進出[51]）を廃止[52]。今後の起業家育成事業は民間に委託することに決める[53]。
- 選挙の公約に挙げていた「こども病院」は新設が困難というWGの結論により実現していない[54]。
- 選挙の公約では副知事を3人にするとしていたが，就任後，議会の反対に対応して副知事を2人とし、農林水産省から女性を副知事に採用[55][56]。
- 前富山県知事の石井が中心になって活動してきた「北陸新幹線建設促進同盟」の会長職を継続して務めないことを決める。「これからの延伸工事に向け最もふさわしい人に」と表明[57]。
- 富山空港に関しては「富山きときと空港運営あり方検討会議」を立ち上げた[58]。
- 老朽化した富山県武道館の移転に関しては、前知事時代に富山駅の東側に他のスポーツイベントやコンサートなども可能な多目的施設として計画され、2023年夏の完成を目指し基本設計の取りまとめまで終えていたが ［https://www.pref.toyama.jp/1405/budoukan/budoukanseibi.html］、  2021年度末にPFIの導入可能性を探るため建設時期を遅らせることを明言した［https://www.pref.toyama.jp/kensei/governor/kishakaiken/r02nendo/030331.html］。  その後、資材高騰により建設費が増大し、設置場所・建設場所を見直すことにした。 最終的には、新武道館はJR富山駅から約9km離れた富山県総合運動公園（県総）のびのび広場に武道専用施設として建設されることになり［https://www.hokkoku.co.jp/articles/tym/1580848#goog_rewarded］、  当初計画とは施設のコンセプトや設置場所が大きく異なるものになった。またPFI導入については、スケジュールが厳しく困難であると導入を見送った［https://newsdig.tbs.co.jp/articles/tut/545280］。

## 家族・親族
- 父方祖父・新田與一 - 日本海瓦斯元社長、創業者。1942年，日本海電気（現北陸電力）のガス事業部門を分割独立
- 母方祖父・高辻武邦 - 元富山県知事。
- 父・新田嗣治朗（しちろう）- 日本海瓦斯元社長。
- 長男・新田洋太朗 - 日本海ガス絆ホールディングス社長
- 姉・高橋はるみ - 参議院議員。前北海道知事。

## 関連人物
- 森雅志 - 元富山市長。新田は森の後援会「雅友会」の会長を務めた。